# Phylidorea mundella
Phylidorea mundella là một loài ruồi trong họ Limoniidae. Chúng phân bố ở miền Cổ bắc.